# حبيب الله سياري
حبيب الله سيّاري (1955مـ-نوبندكان فسا)(بالفارسية: حبیب الله سیاری) هو قائد عسكري إيراني والمساعد المنسق للجيش الإيراني والقائد السابق للقوة البحرية لجيش الجمهورية الإسلامية الإيرانية. تم تعيينه لمنصب المساعد المنسّق للجيش في 5 نوفمبر 2017 عبر حكم القائد العام للقوات المسلحة الإيرانية السيد علي خامنئي. سيّاري حاصل على درجة الدكتوراه وقد حضر الحرب العراقية الإيرانية لمدة 75 شهرا وأصيب بجروح إلي حد 70 في المئة. تم تعيينه مؤخرا رئيس مؤقتا للهيئة الأركان العامة للقوات المسلحة الايرانية بامر من المرشد الأعلى عقب اغتيال رئيس هيئة الأركان العامة السابق اللواء محمد باقري.

## اصابة
حضر سياري الحرب العراقية الإيرانية وفي الأيام الأولى من الحرب، وفي منطقة عمليّات عبادان-المحمرة، أصيب بجروح إلی حد 70 في المئة.

## مسئوليات
- قيادة تدريب مشاة البحرية لمدينة منجيل.
- قيادة اللواء الأول لمشاة البحرية لمدينة بندر عباس.
- نائب القائد لمنطقة الأولي البحرية.
- قائد تدريب التخصصات البحرية لمدينة رشت والمنطقة الرابعة البحرية للقوة البحرية لجيش الجمهورية الإسلامية الإيرانية.
- نائب المساعد المنسق، والمستشار العسكري ونائب مدير الشؤون الإدارية والدعم للخدمة القتالية لهيئة الأركان المشتركة لجيش الجمهورية الإسلامية الإيرانية.
- نائب قائد القوة البحرية لجيش الجمهورية الإسلامية الإيرانية في عام 2005.
- قائد القوة البحرية لجيش الجمهورية الإسلامية الإيرانية في عام 2007.[4]
- المساعد المنسق للجيش الإيراني[1]
- رئيس مؤقت لهيئة الاركان.

## وصلات خارجية
- شاهد بالصور لقاء القادة الكبار لحرس الثورة الإسلامية وجيش الجمهورية الإسلامية في إيران